# Belmont (ligne bleue du métro de Chicago)
Pour les articles homonymes, voir Belmont.
Ne doit pas être confondu avec Belmont (lignes brune, mauve et rouge du métro de Chicago).
Belmont est une station souterraine de la ligne bleue du métro de Chicago. En heure de pointe, les rames circulent toutes les deux minutes et toutes les sept minutes en heure creuse. La station se trouve dans le quartier d'Avondale.

## Description
La station Belmont a été ouverte en 1970 dans le cadre de la Kennedy Extension de la ligne bleue  vers Jefferson Park via la Kennedy Expressway. La station est similaire à la conception de la station précédente, Logan Square, qui sont les deux stations souterraines sous Milwaukee Avenue et sous Kimball Avenue qui permettent de rejoindre le milieu de l’autoroute Kennedy vers le terminus de O'Hare. Contrairement à Logan Square, Belmont n’a qu'une seule sortie. 
La conception de la station de Belmont composée d’un quai en ilot central est l’œuvre du cabinet Skidmore, Owings and Merrill (SOM) qui fut également chargé de la réalisation des stations de la Dan Ryan Branch sur la ligne rouge.  
L’entrée de Belmont est située au croisement de Kimball et de Belmont et est composée d’une mezzanine sous le niveau du sol surplombant les quais. La station est surmontée d'une grande baie vitrée soutenue par quatre poteaux afin de faire pénétrer la lumière du jour sur le quai.

## Les correspondances avec lebus
Avec les bus de la Chicago Transit Authority :
- N° 77 Belmont (Owl Service - Service de nuit)
- N° 82 Kimball/Homan

## Dessertes
| Nord/Ouest            |  |             |  | Sud/Est                       |
| --------------------- |  | ----------- |  | ----------------------------- |
| Addison vers O'Hare   |  | ligne bleue |  | Logan Square vers Forest Park |
| modifier sur Wikidata |  |             |  |                               |